# A-0 系統
A-0系統（英語：A-0 System），全名為算術語言版本0（英語：Arithmetic Language version 0），第一個在電腦上實作出來的編譯器。在1951年至1952年間，由葛麗絲·霍普在UNIVAC I上實作，它能將程序編譯成機器碼，但是它的功能更接近於我們現在所知的链接器（linker）或加載器（loader）。

## 版本
在A-0系統之後，又開發了A-1，A-2，A-3，AT-3以及B-0。

## 外部連結
- Computing History Grace Hopper completes the A-0 Compiler（页面存档备份，存于）